# Ugly Duck
Sun Ju-kyung (hangul: 선주경; nascido em 19 de janeiro de 1991), mais conhecido por seu nome artístico Ugly Duck (hangul: 어글리 덕), é um rapper sul-coreano. Em 13 de julho de 2016, ele lançou seu álbum de estreia, Scene Stealers, junto de Jay Park.

## Discografia

### Extended plays
| Título                        | Detalhes                                                                                       | Melhor posição nas paradas | Melhor posição nas paradas | Vendas   |
| Título                        | Detalhes                                                                                       | KOR                        | US World                   | Vendas   |
| ----------------------------- | ---------------------------------------------------------------------------------------------- | -------------------------- | -------------------------- | -------- |
| Scene Stealers (com Jay Park) | - Lançamento: 13 de julho de 2016 - Gravadoras: AOMG e CJ E&M - Formato: CD e download digital | 35                         | 8                          | - : 500+ |

### Singles
| Título                                                                                   | Ano                    | Melhor posição nas paradas | Melhor posição nas paradas | Vendas (DL)            | Álbum                  |
| Título                                                                                   | Ano                    | KOR                        | US World                   | Vendas (DL)            | Álbum                  |
| Como artista principal                                                                   | Como artista principal | Como artista principal     | Como artista principal     | Como artista principal | Como artista principal |
| ---------------------------------------------------------------------------------------- | ---------------------- | -------------------------- | -------------------------- | ---------------------- | ---------------------- |
| "Whatever" (feat. Mayson The Soul e U-Turn)                                              | 2015                   | —                          | —                          | —                      | Lançamento sem álbum   |
| "Asia" (feat. Reddy, JJJ e DJ Scratch Nice)                                              | 2015                   | —                          | —                          | —                      | Lançamento sem álbum   |
| Colaborações                                                                             |                        |                            |                            |                        |                        |
| "C.U.I.O (Count Until It's Over)" (com Dok2, Skyzoo, Samuel Seo, e High Flies)           | 2013                   | —                          | —                          | —                      | Lançamento sem álbum   |
| "누워서 떡 먹기" (com DJ Wegun feat. Incredivle)                                         | 2015                   | —                          | —                          | —                      | Lançamento sem álbum   |
| "우리가 빠지면 Party가 아니지" (com Jay Park)                                            | 2016                   | 102                        | 24                         | - KOR: 24,537+         | Scene Stealers         |
| "ㅎㄷㄷ" (com Jay Park)                                                                  | 2016                   | 117                        | —                          | - KOR: 18,101+         | Scene Stealers         |
| Como artista convidado                                                                   |                        |                            |                            |                        |                        |
| "몸매 (Mommae)" (Jay Park feat. Ugly Duck)                                               | 2015                   | 12                         | 12                         | - KOR: 657,067+        | ₩orld ₩ide             |
| "BO$$" (Jay Park feat. Yultron, Loco e Ugly Duck)                                        | 2015                   | 142                        | —                          | - KOR: 18,156+         | ₩orld ₩ide             |
| "—" indica lançamentos que não figuraram nas paradas ou não foram lançados nessa região. |                        |                            |                            |                        |                        |

### Outras canções
| Título                                                                                   | Ano          | Melhor posição nas paradas | Vendas (DL)    | Álbum          |
| Título                                                                                   | Ano          | KOR                        | Vendas (DL)    | Álbum          |
| Colaborações                                                                             | Colaborações | Colaborações               | Colaborações   | Colaborações   |
| ---------------------------------------------------------------------------------------- | ------------ | -------------------------- | -------------- | -------------- |
| "우리가 빠지면 Party가 아니지" (Remix) (feat. Loco, Day Day & Simon Dominic)             | 2016         | 148                        | —              | Scene Stealers |
| "PLP" (feat. Far East Movement)                                                          | 2016         | 229                        | —              | Scene Stealers |
| "Nowhere"                                                                                | 2016         | 215                        | —              | Scene Stealers |
| Como artista convidado                                                                   |              |                            |                |                |
| "Don't Try Me" (Jay Park feat. Ugly Duck e Gray)                                         | 2015         | 129                        | - KOR: 19,100+ | ₩orld ₩ide     |
| "병신 (F*ckboy)" (Jay Park feat. Sik-K, BewhY e Ugly Duck)                               | 2015         | 134                        | - KOR: 18,434+ | ₩orld ₩ide     |
| "—" indica lançamentos que não figuraram nas paradas ou não foram lançados nessa região. |              |                            |                |                |